# Wallace & Gromit – Auf der Jagd nach dem Riesenkaninchen
Wallace & Gromit: Auf der Jagd nach dem Riesenkaninchen ist ein Knetanimationsfilm von Nick Park und seiner Firma Aardman Animations, der 2005 in Zusammenarbeit mit DreamWorks Pictures produziert wurde. Nach drei erfolgreichen Kurzfilmen ist dies der erste abendfüllende Kinofilm mit den beiden Hauptfiguren Wallace & Gromit. 2008 erschien ein weiterer Kurzfilm mit dem Titel Wallace & Gromit – Auf Leben und Brot, 2024 wurde mit Wallace & Gromit – Vergeltung mit Flügeln ein weiterer Langfilm veröffentlicht.

## Handlung
Der exzentrische, aber liebenswerte Erfinder Wallace und sein Hund Gromit betreiben in einer englischen Kleinstadt das erfolgreiche Unternehmen „Anti-Pesto“ zum Schutz von Gemüseplantagen und zur Bekämpfung von Schädlingen. Es steht der jährliche Gemüsewettbewerb an, der auf dem Grundstück der Lady Tottington abgehalten wird und bei dem die größten und schönsten Exemplare traditionell mit der Goldenen Mohrrübe ausgezeichnet werden.
Gerade in diesem Moment ist in der kleinen Stadt eine Kaninchenplage ausgebrochen, und Wallace und Gromit haben alle Hände voll zu tun, die wertvollen Gemüse vor den Kaninchen zu beschützen. Auf allen Grundstücken und in allen Gewächshäusern sind daher Kaninchen-Warnsysteme installiert, die die beiden Helden umgehend alarmieren. Auch auf dem Grundstück von Lady Tottington tummeln sich mittlerweile die gefräßigen Tiere, und so werden Wallace und Gromit dorthin beordert. Wallace ist sogleich vom Anblick der schönen und tierlieben Lady verzaubert und begibt sich umso motivierter auf die Kaninchenjagd. Dabei kommt ihm zugute, dass Lady Tottington seine Methode, die Kaninchen einzufangen, viel lieber ist als die von Lord Victor Quartermaine, der ebenfalls ein Auge auf die Lady geworfen hat. Er möchte die Schädlinge lieber mit seiner Flinte und mit Hilfe seines aggressiven Terriers zur Strecke bringen.
Um der wachsenden Plage Herr zu werden, baut Wallace einen sinnreichen Apparat, der den gefangenen Kaninchen ihren Appetit auf Karotten und Gemüse per Gedankenmanipulation austreiben soll.
Beim Einsatz der Maschine kommt es aber zu einer folgenschweren Fehlbedienung. In der folgenden Nacht macht ein riesiges Kaninchen die Stadt unsicher. Bald findet Gromit heraus, dass sich bei dem Experiment die Persönlichkeiten von Wallace und dem Hasen Karlchen (engl. Hutch) vertauscht haben. Während Karlchen bald Pantoffeln und Weste trägt und Käse über alles liebt, verwandelt Wallace sich im Vollmond in ein riesiges „Were-Rabbit“ (Wortspiel zu engl. werewolf, dt. „Werwolf“) und plündert die Gemüsegärten der Stadt.
Auch Quartermaine erfährt von Wallace großem Geheimnis und sucht Rat beim Pastor der Stadt. Dieser findet in einem alten Buch heraus, dass die einzige Möglichkeit, das Riesenkaninchen zu töten, darin besteht, es mit einer goldenen Kugel zu erschießen. Quartermaine macht sich mit drei goldenen Kugeln auf die Jagd.
Am Abend der Preisverleihung entführt das Riesenkaninchen Lady Tottington, und sie findet heraus, dass es sich um Wallace handelt. Quartermaine hat jedoch weiterhin vor, ihn zu töten, da er so die Konkurrenz sowohl in Sachen Schädlingsbekämpfung als auch bezüglich der Heirat Lady Tottingtons ausschalten kann. Als ihm die Patronen ausgehen, will er Wallace mit der Goldenen Mohrrübe erschießen, doch Gromit kann dies mit Hilfe von Karlchen gerade noch verhindern. Wallace stürzt von einem Gebäude und verwandelt sich zurück in einen Menschen. Er bleibt jedoch regungslos liegen. Als Gromit ihm ein Stück Käse unter die Nase hält, wacht er aber wieder auf.
Gromit erhält als Dank die Goldene Karotte. Wallace und Lady Tottington beschließen, alle Kaninchen inklusive Karlchen zu befreien und auf dem Anwesen Tottingtons leben zu lassen.

## Sonstiges

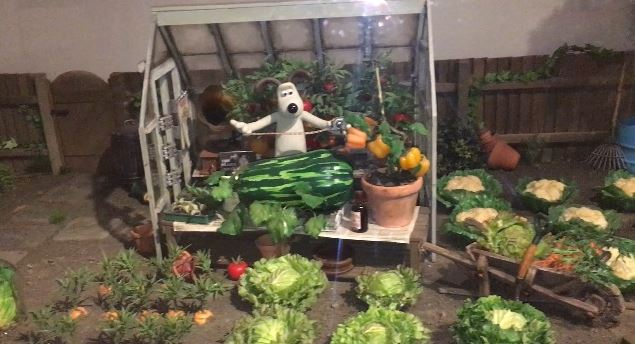
Original Filmset aus Wallace & Gromit – Auf der Jagd nach dem Riesenkaninchen

Teile der Handlung sowie verschiedene Erfindungen und Methoden zur Schädlingsbekämpfung lehnen sich an den Film Ghostbusters – Die Geisterjäger an oder erinnern an Horror-Klassiker wie King Kong und die weiße Frau, Frankenstein oder Dr. Jekyll und Mr. Hyde. Allerdings sind die Opfer hier keine Menschen oder Tiere, sondern nur Pflanzen, und so wurde der Film von Nick Park ironisch auch schon als vegetarischer Horrorfilm bezeichnet. Das Geschäft Harvey’s ist eine Anspielung auf die Komödie Mein Freund Harvey.
Im Gegensatz zu den bekannten Kurzfilmen von Wallace & Gromit, bei denen wenige andere Charaktere auftauchen, wurden für diesen Film 40 neue Figuren geschaffen. Dabei sind neben den vielen Kaninchen Lady Tottington und Lord Victor Quartermaine die wichtigsten neuen Figuren. Alle Figuren wurden dabei wie gewohnt in der Stop-Motion-Technik animiert. Lediglich verschiedene Lichteffekte oder das Fell des Riesenkaninchens wurden dabei durch CGI-Effekte ergänzt.
Das aufwändige Filmprojekt benötigte fünf Jahre zur Umsetzung, wobei die eigentlichen Dreharbeiten gerade einmal 18 Monate dauerten. Gedreht wurde in den Studios von Aardman Animations jeweils gleichzeitig an 30 Sets sowie zwei Testkulissen, wobei die größte Kulisse 22 × 12 Meter und die kleinste 3 × 2 Meter groß war. Pro Woche entstanden so maximal 100 Sekunden Film.
Als kleines Special wurde in den deutschen Kinos, in denen der Film am 13. Oktober 2005 anlief, als Vorfilm ein neuer Kurzfilm, Die Madagascar-Pinguine in vorweihnachtlicher Mission, mit den Pinguinen aus dem erfolgreichen Trickfilm Madagascar gezeigt.

## Synchronisation
Die deutsche Synchronisation entstand bei der Berliner Synchron GmbH Wenzel Lüdecke, unter der Dialogregie und nach einem Dialogbuch von Oliver Rohrbeck.
| Rolle                    | Originalsprecher     | Deutsche Sprecher |
| ------------------------ | -------------------- | ----------------- |
| Wallace                  | Peter Sallis         | Peter Kirchberger |
| Lord Victor Quartermaine | Ralph Fiennes        | Benjamin Völz     |
| Lady Tottington          | Helena Bonham Carter | Melanie Pukass    |
| PC Mackintosh            | Peter Kay            | Stefan Staudinger |
| Reverend Clement Hedges  | Nicholas Smith       | Hasso Zorn        |
| Miss Rindenmulch         | Liz Smith            | Evelyn Meyka      |
| Mister Rindenmulch       | Dicken Ashworth      | Frank-Otto Schenk |

## Kritik
„Höchst amüsanter Knetfiguren-Trickfilm voller Skurrilitäten und Gags, der sich durch seine überbordende Fabulierlust sowie seine höchst subtile Detailfreude auszeichnet. Neben zahlreichen Zitaten aus der Filmgeschichte verdichtet sich der Film zu einer liebenswerten Hymne auf die Freundschaft.“

## Auszeichnungen

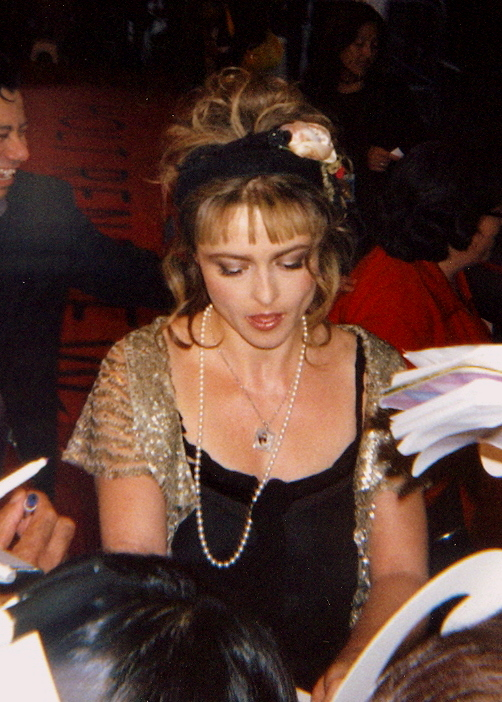
Helena Bonham Carter bei der Premiere des Films in Toronto

- 2006: Oscar in der Kategorie Bester animierter Spielfilm
- 2006: Annie Award in den Kategorien „Bester animierter Spielfilm“, „Beste Effekte“ (Jason Wen), „Beste Charakteranimation“ (Claire Billet), „Bestes Charakterdesign“ (Nick Park), „Beste Regie“ (Nick Park, Steve Box), „Beste Musik“ (Julian Nott), „Bestes Produktionsdesign“ (Phil Lewis), „Bestes Storyboarding“ (Bob Persichetti), „Beste Synchronstimme“ (Peter Sallis) und „Beste Story“ (Steve Box, Nick Park, Mark Burton)
- 2006: British Academy Film Award für den „Besten britischen Film 2006“ (Alexander Korda Award)
- 2006: Broadcast Film Critics Association Award für den „Besten animierten Spielfilm“
- 2006: Online Film Critics Society Award für den „Besten Animationsfilm“
- 2006: PGA Golden Laurel Award für die „Beste Produktion“ für Nick Park und Claire Jennings
- 2006: Visual Effects Society Award für den „Besten animierten Charakter“ (für Gromit)
- 2005: Dallas-Fort Worth Film Critics Association Award für den „Besten Animationsfilm“
- 2005: Los Angeles Film Critics Association Award für den „Besten Animationsfilm“
- 2005: Southeastern Film Critics Association Award für den „Besten Animationsfilm“
- 2005: Toronto Film Critics Association Award für den „Bester Animationsfilm“

## Skurriles
Nach einem Bericht der Zeitung The Times haben sich die Bewohner der südenglischen Halbinsel Isle of Portland dagegen ausgesprochen, dass die offiziellen Plakate des Films mit dem Originaltitel Wallace & Gromit: The Curse of the Were-Rabbit bei ihnen aufgehängt werden dürfen. Grund hierfür ist, dass schon allein das Wort „Kaninchen“ bzw. „Rabbit“ bei ihnen tabu ist und die Tiere seit Jahrhunderten auf ihrer Insel mit Unglück verbunden werden. Darauf veranlassten Nick Park und Co-Produzent Peter Lord, dass der Film in Portland mit dem Begriff „Bunny“ (zu deutsch: „Häschen“) beworben wird.